# Paraburdoo
Paraburdoo é uma cidade na região de Pilbara, no estado australiano da Austrália Ocidental. O nome da cidade vem do termo aborígene para  "cacatua branca".  Localiza-se 1 536 km ao norte de Perth e a 79 km a sudoeste de Tom Price. Paraburdoo foi criada no início da década de 1970 para dar suporte à extração de minério de ferro da companhia Hamersley Iron (atual Pilbara Iron) e estabelecida oficialmente como cidade em 1972.  A maior parte dos habitantes está empregada na operação da mina da Pilbara Iron e nos serviços auxiliares. A região é servida por um aeroporto a 9 km da cidade.
Paraburdoo é a moradia dos trabalhadores de três áreas de exploração da companhia Rio Tinto: Channar, Eastern Range e Paraburdoo.

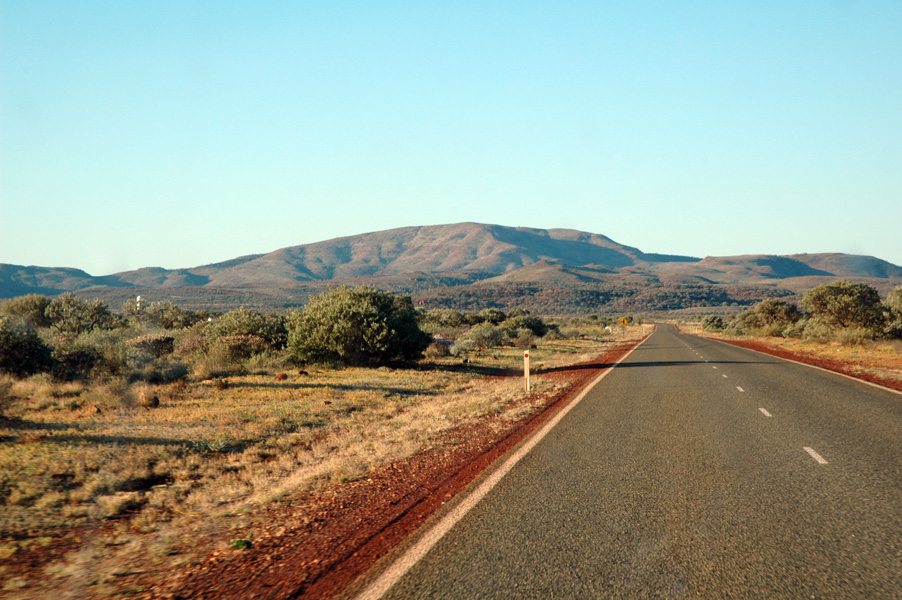
Rodovia nas cercanias de Paraburdoo com o panorama do terreno mostrando altas concentrações de óxido de ferro no solo.

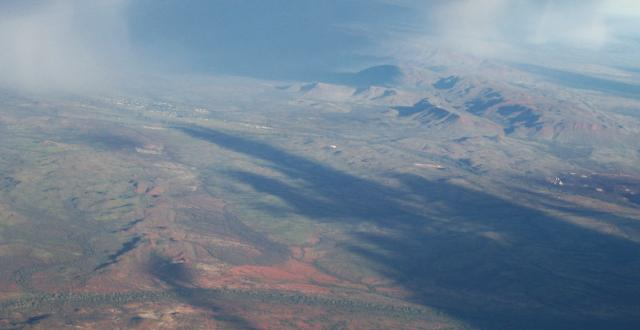
Visão aérea de Paraburdoo